# Phare de Hafnarnes
Le phare de Hafnarnes  (en islandais : Hafnarnesviti við Fáskrúðsfjörð) est un phare situé sur la côte méridionale du Fáskrúðsfjörður dans la région d'Austurland.